# Лото 33
«Лото 33» — четвёртый сольный альбом российского рэп-исполнителя Slim’a, вышедший 17 марта 2014 года. В альбом вошло шестнадцать песен, не считая скрытого трека. 31 июля 2013 также вышел клип "Лото". .

## История
3 марта 2014 года альбом был открыт для предзаказа в iTunes Store и в этот же день вышел на 1-ю позицию главного топ-чарта
Релиз альбома состоялся 17 марта в iTunes Store.

## Список композиций
| №                   | Название                                  | Текст песни                   | Музыка                        | Длительность |
| ------------------- | ----------------------------------------- | ----------------------------- | ----------------------------- | ------------ |
| 1.                  | «Перископ»                                | Slim                          | Romanov Beatworx              | 2:33         |
| 2.                  | «Летняя» (уч. Daffy)                      | Slim                          | Ahimas (ex-« ЛП ») Daffy Slim | 3:28         |
| 3.                  | «Фейерверк» (уч. С.3.Ж)                   | Slim С.3.Ж                    | Blut prod.                    | 4:00         |
| 4.                  | «Злое соло»                               | Slim                          | M production                  | 2:37         |
| 5.                  | «Билет»                                   | Slim                          | M production                  | 2:00         |
| 6.                  | «Мурашки»                                 | Slim                          | Saho М. А. Фадеев А. Харченко | 3:15         |
| 7.                  | «Холмы»                                   | Slim                          | M production                  | 3:57         |
| 8.                  | «Никогда» (уч. Банума)                    | Slim Банума                   | M production                  | 3:30         |
| 9.                  | «Из-под ковра»                            | Slim                          | Blut prod.                    | 3:23         |
| 10.                 | «Мальвина»                                | Slim                          | M production                  | 3:43         |
| 11.                 | «Сколько можно?»                          | Slim                          | Slim                          | 3:29         |
| 12.                 | «Беркуты» (уч. Барбитурный, Раскольников) | Slim Барбитурный Раскольников | Подкожный продакшен           | 4:50         |
| 13.                 | «Танцы»                                   | Slim                          | M production                  | 3:07         |
| 14.                 | «Сойду на нет» (уч. ХТБ)                  | Slim ХТБ                      | German prod. Slim             | 3:37         |
| 15.                 | «Лото»                                    | Slim                          | M production                  | 3:30         |
| 16.                 | «Хорошая песня»»                          | Slim                          | Blut prod.                    | 8:04         |
| 17.                 | «Осколок» (уч. Д. Коэн; скрытый трек)     | Slim Д. Коэн                  | M production                  |              |
| Общая длительность: | Общая длительность:                       | Общая длительность:           | Общая длительность:           | 59:39        |

| №                   | Название            | Текст песни         | Музыка              | Длительность |
| ------------------- | ------------------- | ------------------- | ------------------- | ------------ |
| 18.                 | «Чёрная снежинка»   | Slim                | M production        | 4:09         |
| Общая длительность: | Общая длительность: | Общая длительность: | Общая длительность: | 63:48        |

## Участники записи
- Сведение: 44 Produxury[8]
- Мастеринг: Wolk Recording Studios[9]
- Дизайн обложки: Andrey 5nak[10]
- Скретчи: DJ Nik-One

## Видеоклипы
Видеоклипы были сняты на песни «Лото», «Холмы», «Хорошая песня», «Мальвина», «Летняя», «Злое соло» и «Фейерверк».